# Pallavolo ai XII Giochi asiatici
La pallavolo ai XII Giochi asiatici si è disputata durante la XII edizione dei Giochi asiatici, che si è svolta a Hiroshima, in Giappone, nel 1994.

## Podi
| Evento                         | Oro           | Argento | Bronzo        |
| Pallavolo maschile (dettagli)  | Giappone      | Cina    | Corea del Sud |
| Pallavolo femminile (dettagli) | Corea del Sud | Cina    | Giappone      |